# Revello
Revello (occitanska: Revel) är en ort och kommun i provinsen Cuneo i regionen Piemonte i Italien. Kommunen hade 4 273 invånare (2018).